# کلویت
کلویت (Cleveite) کانی پرتوزای اورانیم است که نخستین بار در نروژ پیدا شد. این کانی دارای ناخالصی‌هایی از اورانیت و ترکیب‌های اورانیم دی اکسید است و در ۱۰ درصد آن اورانیم با عنصرهای خاکی کمیاب جایگزین شده‌است. نام آن برگرفته از نام شیمیدان سوئدی پر تئودر کلیو است.
کلویت نخستین منبع زمینی هلیم است هلیم در این کانی از واپاشی آلفای اورانیم و گیرافتادگی آن درون کانی به دست می‌آید. نخستین نمونهٔ هلیم را ویلیام رمزی هنگامی که واکنش میان این کانی و یک اسید را آزمایش می‌کرد، به‌ دست آورد. هم‌زمان با او کلیو و آبراهام لانگلت هم توانستند هلیم را از کانی کلویت جدا کنند.
یتروگومیت یکی دیگر از گونه‌های کلویت است که در نروژ پیدا می‌شود.